# Редер, Анатолий Семёнович
Анатолий Семёнович Редер (укр. Анатолій Семенович Редер; род. 18 декабря 1961 года, Одесса) — украинский учёный и предприниматель. Генеральный директор фармацевтической компании «ИнтерХим» (Одесса). Лауреат Государственной премии Украины в области науки и техники 2017 года.

## Биография
Родился 18 декабря 1961 в Одессе.
В 1983 году окончил Одесский государственный университет.
1984—1988 гг. аспирант Физико-химического института им. А. В. Богатского АН Украинской ССР, созданного на базе одесских лабораторий и Опытного завода ИОНХ АН УССР.
31 декабря 1989 года Редер и четверо партнёров основали предприятие по синтезу макрогетероциклических соединений. Первый контракт заключили с Казанским университетом, куда была продана опытная партия химического реактива.
1991—1992 гг. стажировка в университетах Бирмингема и Шеффилда (Великобритания).
1992 г — зарегистрирована украинская компания «ИнтерХим». На начальном этапе «ИнтерХим» производил биологически активные вещества, которые продаются другим фармацевтическим заводам и компаниям.
Параллельно Анатолий Редер и компаньоны вели бизнес на других заводах Украины. На объединении «Азот» (Северодонецк) возобновлено производство гексамина. Следующим объектом интереса Анатолия Редера стал химзавод АО «Бром» (г. Саки, Крым), где возобновляется производство, которое было остановлено при распаде СССР.
В 1996 году открылась первая аптека «ИнтерХим» в Одессе.
2002 г — компания начинает строить линию по производству готовых лекарственных препаратов по стандартам производственной практики (GMP). В августе 2003 года «ИнтерХим» выпускает первые таблетки.

## Компания «ИнтерХим»
Анатолий Редер является гендиректором и совладельцем компании «ИнтерХим», которая производит лекарственные препараты в твердых формах: капсулы, таблетки, саше.
Основную часть доходов компании приносят оригинальные препараты: «Амиксин», «Феназепам», «Левана» и «Гидазепам». Кроме рецептурных препаратов, в портфеле компании лекарства жаропонижающего свойства («Амифена» и «Амицитрон»), средства профилактически (Витамин C) и диетические добавки («Бебиплант» и «Добраніч»).
«ИнтерХим» также поставляет в Украину продукцию европейских компаний: вспомогательные вещества для пищевой и фармацевтической промышленности, косметику. В Одессе работают шесть аптек «ИнтерХим».

## Скандалы
В 2018 году под стенами компании «ИнтерХим» представители представители всеукраинского объединения «Сокол» (одесская ячейка) проводят пикет с требованием прекратить так называемую «наркоманию в аптеках» (в 2011 «ИнтерХим» получает лицензию на розничную торговлю психотропных и наркотических лекарственных препаратов в своих аптечных сетях). В официальном ответе компании подчеркнули, что занимаются легальной продажей рецептурных препаратов.

## Семья
Состоит в браке, есть дочь.

## Достижения
- Кандидат химических наук
- Лауреат Гос. премии Украины в области науки и техники
- Заслуженный работник фармацевтической отрасли Украины[11]. Профессор Одесского национального университета (ОНУ) имени И. И. Мечникова[12]